# Gaharwa-See
Der Gaharwa-See liegt im Distrikt Bugesera in der Ostprovinz von Ruanda. Die Nordseite des Sees gehört zum Sektor Gashora, während die Südseite im Sektor Rweru liegt.

## Geographie
Der Gaharwa-See hat eine Fläche von 2,3 km² und eine mittlere Tiefe von lediglich 2,0 m. Er ist Teil einer Gruppe flacher Seen, die sich in einem Sumpfkomplex auf einer mittleren Höhe von 1360 m befinden. Der größte dieser ist der nordöstlich liegende Mugesera-See. Die Wassertemperaturen in den Seen liegen bei etwa 24 bis 26 °C. Der Wasserstand steigt während der zweimal jährlich auftretenden Regenzeit um ein bis zwei Meter. Ein Nachbarsee des Gaharwa-Sees ist der im Nordwesten gelegene Kilimbi-See. Dort befindet sich am Südwestufer seit 2022 das Rwanda Institute for Conservation Agriculture mit einer Fläche von 1375 Hektar. Der Nyabarongo verläuft östlich der beiden Seen von Nordwesten nach Südosten.

## Wirtschaft
Wie auch die anderen Seen wird der Gaharwa-See für die Fischerei genutzt. 1975 lag die jährliche Fangmenge bei rund 10 Tonnen.